# GLMN
Glomulin là protein ở người được mã hóa bởi gen GLMN.
Gen GLMN mã hóa một protein phosphoryl hóa, là một thành viên thuộc phức hệ giống Skp1-Cullin-F-box (Skp1-Cullin-F-box-like complex). Protein này cần thiết cho sự phát triển bình thường của hệ mạch và những đột biến trên gen có liên quan đến chứng dị dạng cuộn tĩnh mạch (glomuvenous malformation), còn gọi là u cuộn mạch (glomangioma).

## Tương tác
GLMN có khả năng tương tác với FKBP52, C-Met và FKBP1A.